# Амгуун, Мохамед
Мохамед Амгуун (араб. محمد أمكون‎; род. 8 ноября 1988, Касабланка) ― марокканский параспортсмен-легкоатлет. Соревнуется в классе спортсменов с нарушением зрения Т13. Двукратный чемпион мира МПК 2015 и 2017 годов, чемпион Паралимпиады 2016 года, серебряный призёр Паралимпиады 2020 в Токио.

## Биография
Родился 8 ноября 1988 года в городе Касабланка, Марокко.
Его любимой дистанцией является 400 метров. Также бегает на средние дистанции.
В 2015 году Амгуун завоевал свое первое золото на чемпионате мира в Дохе (Катар) в беге на 400 метров. На том чемпионате стал бронзовым призёром в беге на 800 метров.
Свой успех Амгуун повторил через два года на первенстве мира в Лондоне, выиграв золотую медаль в беге на 400 метров.
Участвовал в трёх Паралимпиадах. На своих первых Паралимпийских играх 2012 в Лондоне Мохамед выиграл бронзовую медаль в беге на 400 метров Т13.
Эту бронзу Мохамед Амгуун разменял на золото через четыре года на Паралимпиаде в Рио-де-Жанейро, став победителем в финале забега на 400 метров.
На этой же дистанции на третьей своей Паралимпиаде 2020 в Токио, стал обладателем уже серебряной медали.